# Рогохвіст великий березовий
Рогохвіст великий березовий (Tremex fuscicornis) —  вид родини рогохвостів

## Опис
Тіло самиці забарвлене або в чорний, або в суцільно-жовто-рудий. 
Самиця зазвичай має руді скроні голови й передньоспинку. Починаючи з другого кільця, черевце жовте, з чорними смугами по задньому краю кілець. Середні кільця майже цілком чорні або жовті, з вузькими чорними смугами. Тіло самки (без яйцеклада) завдовжки 20-40 мм. Самець майже весь чорний. 
Довжина тіла самця 18-30 мм.

## Поширення
Поширений у лісах Євразії. В Україні трапляється скрізь. Личинки живуть у деревині березі, вербі, осиці, рідше буку і дубі. 